# اولیویه کاپو
اولیویه کاپو (انگلیسی: Olivier Kapo؛ زادهٔ ۲۷ سپتامبر ۱۹۸۰) یک ورزشکار اهل فرانسه است.
از باشگاه‌هایی که در آن بازی کرده‌است می‌توان به یوونتوس، موناکو، اوسر، بیرمنگام سیتی، سلتیک، لوانته، باشگاه ورزشی الاهلی قطر و ویگان اتلتیک اشاره کرد.